# Сыроватка (река)
Сыроватка — река на Украине, протекает по территории Краснопольского и Сумского районов Сумской области. Левый приток Псла (бассейн Днепра).

## География
Река Сыроватка берёт начало близ села Покровка у российско-украинской границы. Течёт на запад. Впадает в реку Псёл у посёлка Низы выше Низовской ГЭС. Длина реки составляет 58 км, площадь бассейна — 738 км².
Река Сыроватка в месте впадения в Псёл имеет небольшую ширину (около 30 метров в ширину), течение реки медленное, глубины тоже разные: от 1,5 метров (в таких местах она переходится вброд) до глубоких сомовых ям (около 5 метров глубиной).
На реке расположены сёла Нижняя Сыроватка и Верхняя Сыроватка.